# Taxan
Taxanul este o diterpenă. Derivații acestuia au fost identificați în plante din genul Taxus (tisă) și servesc ca structuri de bază pentru obținerea unor chimioterapice precum: paclitaxel, docetaxel și cabazitaxel.